# 圣路易岛 (塞内加尔)
16°00′53″N 16°29′20″W / 16.014796°N 16.488762°W
圣路易岛（Île de Saint-Louis）是塞内加尔河河口附近的一座小岛，位于塞内加尔西北部圣路易区首府圣路易的中心地带。该岛在17世纪开始被法国殖民统治，之后发展成为城市，即圣路易。
2000年，圣路易岛被联合国教科文组织评定为世界遗产。

## 登録基準
该世界遗产被认为满足世界遺產登錄基準中的以下基準而予以登錄：
- （ii）在某期间或某种文化圈里对建筑、技术、纪念性艺术、城镇规划、景观设计之发展有巨大影响，促进人类价值的交流。
- （iv）关于呈现人类历史重要阶段的建筑类型，或者建筑及技术的组合，或者景观上的卓越典范。